# Staro selo (distrikt i Bulgarien, Lovetj)
Staro selo (bulgariska: Старо село) är ett distrikt i Bulgarien.   Det ligger i kommunen Obsjtina Trojan och regionen Lovetj, i den centrala delen av landet, 100 km öster om huvudstaden Sofia.
I omgivningarna runt Staro selo växer i huvudsak lövfällande lövskog. Runt Staro selo är det ganska glesbefolkat, med 39 invånare per kvadratkilometer.